# Indicação de Proveniência Regulamentada

L'Indicação de Proveniência Regulamentada (Indication de Provenance Réglementée ou IPR) est, au Portugal, une classification d'origine attribuée aux vins qui, provenant d'un terroir viticole déterminé, doivent encore satisfaire  à toute la réglementation établie pour la production des vins de qualité pendant une période minimale de cinq ans avant de postuler au passage en DOC.

## Les IPR portugaises

### Alcobaça
L'alcobaça est un vin produit dans le terroir viticole autour de la ville d'Alcobaça dans l'Estrémadure. Ce vin blanc  est à faible teneur alcoolique, comparé aux autres vins de l'Estrémadure. Son encépagement est à base d'Arinto, Baga, Fernão Pires, Malvasia, Castelão, Tamarez, Trincadeira (ou Tinta amarela) et Vital.

### Arrábida
L'arrábida est un vin dont le terroir viticole se situe autour de la Serra de Arrábida, sur la rive nord de l'estuaire du rio Sado, dans la Péninsule de Setúbal. Le sol est principalement calcaire avec un bon potentiel de drainage pour la culture des cépages rouges. Beaucoup de vins sont vendus sous le label Terras do Sado. L'encépagement est à base d'Alfocheiro, Arinto, Cabernet Sauvignon, Fernão Pires, Muscat d'Alexandrie, Castelão, Rabo de Ovelha et Roupeiro.

### Cartaxo
Le cartaxo est un vin dont le terroir viticole entoure la cité de Cartaxo et se situe à cheval sur l'Estrémadure et le Ribatejo. Ce vignoble produit des vins blanc et rouge fruités et facile à boire. Son encépagement comprend : Arinto, Castelão, Fernão Pires, Preto martinho, Tinta amarela, Trincadeira das Pratas, Ugni blanc et Vital.

### Chaves
Le chaves est un vin dont le terroir viticole se situe autour de la ville de Chaves dans le Trás-os-Montes et Haut Douro. Situé le long du rio Tâmega, le vignoble produit des vins à la robe lumineuse au style semblable à ceux produits dans l'appellation Douro. Les cépages sont : Bastardo, Boal, Codega, Gouveio, Malvasia fina, Tinta carvalha et Tinta amarela.

### Encostas da Nave
Les Encostas da Nave sont un vin dont le vignoble est situé au sud du terroir viticole du Douro (DOC), dans le nord de la région des Beiras. En bordure du Douro, ces vins sont très similaires aux autres vins de cette région. Ils ont comme encépagement : Folgosão, Gouveio, Malvasia fina, Mourisco, Tinta barroca, Touriga francesa et Touriga nacional.

### Pico

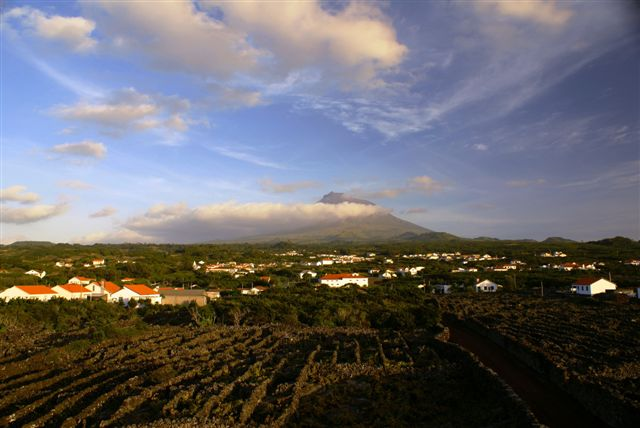
Currais de vignes dans l'île de Pico

Le pico est un vin  dont le vignoble est situé sur l'île de Pico dans les Açores. La production de la région est principalement axée sur les vins doux naturels. Ils sont élaborés avec les cépages : Arinto, Terrantez et Verdelho blanc. Les vignes sont plantées dans des currais, petites parcelles contigües et rectangulaires de terre autour desquelles ont été construits des murets pour les protéger du vent et de l'eau de mer. Ce type de construction a été classé par l'UNESCO au Patrimoine Mondial de l'Humanité.

### Varosa
Le varosa est un vin dont le terroir viticole est situé dans la  région des Beiras au nord-ouest du pays. Ils sont traditionnellement utilisés par les producteurs pour élaborer des vins mousseux blancs ou rouges. Les principaux cépages de ce vignoble sont : Alvarelhão, Arinto, Bical, Cercial, Chardonnay, Fernão Pires, Folgosão, Gouveio, Malvasia fina, Pinot blanc, Pinot noir, Tinta roriz, Tinta barroca, Touriga francesa et Touriga nacional.